# Игра престола (2. сезона)
Друга сезона фантазијске драме Игра престола (енгл. Game of Thrones) почела је са приказивањем на ХБО-у 1. априла 2012. године у Сједињеним Америчким Државама, а последња епизода је емитована 3. јуна исте године. Емитована је недељом у 21.00 сат у 10 епизода, свака по приближно 55 минута. Ова сезона углавном покрива догађаје из другог романа Судар краљева, другог романа серијала Песма леда и ватре аутора Џорџа Р. Р. Мартина, адаптираног за телевизију од Дејвида Бениофа и Д. Б. Вајса. ХБО је другу сезону наручио 19. априла 2011. године, а снимање је почело у јулу 2011, првенствено у Ирској, Северној Ирској, Хрватској и Исланду.
Прича се одвија у фантастичном свету, првенствено на континенту званом Вестерос, а један део се одвија на другом континенту на истоку познатом као Есос. Као и роман, сезона прати драматичну смрт лорда Едарда „Неда” Старка, и политичке последице коју је изазвала. Сезона је углавном усредсређена на Рат пет краљева, који се води међу вођама вестерошких фракција које или полажу право на Гвоздени престо, или траже независност од њега. Серсеи Ланистер, удовица покојног краља Роберта Баратеона, остаје у престоници као краљица намесница, док њен син Џофри влада као краљ Седам краљевстава. Серсеин брат близанац, Џејми, заробљеник је Роба Старка, а њен други брат, кепец Тирион, служи Џофрију као вршилац дужности краљеве деснице, све док се њихов отац, Тивин Ланистер, не врати да помогне у одбрани престонице. На северу, Џон Снежни и Ноћна стража остају са нерадим савезником током експедиције с оне стране Зида. У међувремену, у Есосу, са три новорођена змаја поред себе, Денерис Таргарјен покушава да пронађе савезнике и ресурсе који би јој помогли да испуни своју судбину да освоји Гвоздени престо.
Игра престола садржи велики број глумаца, као што су Питер Динклиџ, Николај Костер-Волдо, Лина Хиди, Мишел Ферли, Емилија Кларк, Ричард Маден, Кит Харингтон, Мејси Вилијамс, Софи Тарнер и Алфи Ален. Сезона је увела бројне нове глумце, укључујући Стивена Дилејна, Натали Дормер, Карис ван Хаутен и Лијама Канингама.
Критичари су похвалили продукцијске вредности серије и глумце. Гледаност је порасла у односу на претходну сезону. Друга сезона освојила је шест од дванаест Еми награда за које је номинована. Била је номинована за најбољег споредног глумца у драмској серији (Динклиџ) и најбољу драмску серију. Гледаност у Сједињеним Америчким Државама порасла је за око 8% током сезоне, са 3,9 милиона на 4,2 милиона до краја сезоне.

## Епизоде
| Бр. еп. (укупно) | Бр. еп. (у сезони) | Наслов                      | Редитељ         | Сценариста                 | Премијера        | Гледаност у САД (милиони) |
| --- | ------------------ | --------------------------- | --------------- | -------------------------- | ---------------- | ------------------------- |
| 11 | 1                  | Север памти                 | Алан Тајлор     | Дејвид Бениоф и Д. Б. Вајс | 1. април 2012.   | 3,86                      |
| У Краљевој Луци, Тирион Ланистер постаје вршилац дужности краљеве деснице, на запрепашћење своје сестре Серсеи. На Змајкамену, Станис Баратеон проглашава оданост Богу светлости чаробнице Мелисандре, полажући право на Гвоздени престо и открива да је краљ Џофри копиле. Џофри наређује војницима да убијају копилад покојног краља Роберта, од којих један, по имену Џендри, успе да побегне из Краљеве Луке заједно са прерушеном Арјом Старк. Остваривши три победе, Роб Старк нуди Ланистерима мир у замену за независност Севера и повратак његове сестре Сансе. Он шаље Теона Грејџоја да придобије подршку његовог оца Белона, господара Гвоздених острва, а своју мајку Кејтлин да понуди савез са Ренлијем Баратеоном, који такође полаже права на Гвоздени престо. С оне стране Зида, Ноћна стража проналази уточиште са Крастером и његовим кћерима/женама. У Есосу, док њени људи полако умиру у Црвеној пустари, Денерис Таргарјен шаље јахаче да пронађу најближе насеље. |                    |                             |                 |                            |                  |                           |
| 12 | 2                  | Ноћне земље                 | Алан Тајлор     | Дејвид Бениоф и Д. Б. Вајс | 8. април 2012.   | 3,76                      |
| Враћајући се у свој дом након девет година које је провео као штићеник Едарда Старка, Теон се поново среће са својом сестром, Јаром, и оцем, Белоном, који презире Теона због његових северњачких манира и намерава да силом поврати своју круну. Серсеи одбија Робове услове, а Тирион смењује Џеноса Слинта, заповедника Златних плаштова, и шаље га на Зид, и промовише најамника Брона за команданта Градске страже. На путу до Зида, Арја открива свој прави идентитет Џендрију. Северно од Зида, Семвелу Тарлију прилази једна од Крастерових кћери, Гили, која је трудна и страхује за свог нерођеног сина; Џон Снежни не жели да јој помогне упркос Семовим молбама. У Црвеној пустари, један од коња се враћа код Денерис са одсеченом главом свог јахача у врећи, поруком од њеног непријатеља. На Змајкамену, Давос Сиворт, бивши кријумчар који сада служи Станиса, регрутује гусара Саладора Сана на Станисову страну, а Станис има секс са Мелисандром како би добио мушког наследника којег му његова жена не може дати. Џон открива да Крастер жртвује своје синове Белим ходачима; Крастер га види како шпијунира и удара Џона који остаје без свести.            |                    |                             |                 |                            |                  |                           |
| 13 | 3                  | Шта је мртво не може умрети | Алик Сакаров    | Брајан Кугман              | 15. април 2012.  | 3,77                      |
| Кејтлин стиже у Ренлијев логор да преговара о савезу. Ратница Бријена од Опорја осваја право да се придружи Ренлијевој гарди. Ренли се недавно оженио за Маргери Тирел, Лорасову сестру, али још увек није конзумирао брак због својих осећаја према Лорасу. На Гвозденим острвима, Белон планира да нападне Север, а да напад предводи Јара. Након што је запалио писмо којим је хтео да упозори Роба на Белонов предстојећи напад, Теон се поново придружио Грејџовима на церемонији воденог крштења. У Краљевој Луци, Тирион израђује план како би разоткрио ко је Серсеин шпијун; открива да је то велемештар Писели и хапси га. Тирион додељује своју љубавницу, Шаи, Санси као слушкињу. С оне стране Зида, Крастер захтева да Ноћна стража оде. Џон сазнаје да је Џеор Мормонт већ знао за Крастерове злочине. На путу према Зиду, регруте за Ноћну стражу нападају ланистерски војници. Јорен је убијен, а Арја је заробљена. Арја тврди да је Џендри био један младић кога су војници убили. |                    |                             |                 |                            |                  |                           |
| 14 | 4                  | Башта костију               | Дејвид Петрарка | Ванеса Тајлор              | 22. април 2012.  | 3,65                      |
| После још једне победе над Ланистерима, Роб упознаје исцелитељку Талису. Кејтлин покушава да убеди Станиса и Ренлија да се помире и да се уједине против Ланистера, али Станис захтева од Ренлија да се подвргне његовој команди. Петир Белиш је посећује и нуди јој да замени Џејмија за своје кћери. Давос сведочи како Мелисандра рађа створење од сенке. Џофри злоставља Сансу у освети за Робове победе. Тирион интервенише и заузврат, Џофрију шаље проституке као поклон, али је Џофри окрутан према њима. Тирион ослобађа Писелија, али га избацује из Малог већа. Тирион такође сазна за инцестуозан однос између Серсеи и њиховог рођака, Лансела, и присили га да је шпијунира, претећи да ће га открити Џофрију. Арја и Џендри су одведени као заробљеници у утврђење Харендвор, где су затвореници мучени до смрти. Тивин Ланистер стиже, прекида мучење и бира Арју за своју слушкињу, не знајући њен прави идентитет. Након свог исцрпљујућег путовања кроз пустињу, Денерис стиже на капије просперитетног града Карт, где Даксос, члан Савета тринаесторо, уверава остале да пусте њу и њене људе у град.                                                         |                    |                             |                 |                            |                  |                           |
| 15 | 5                  | Дух Харендвора              | Дејвид Петрарка | Дејвид Бениоф и Д. Б. Вајс | 29. април 2012.. | 3,90                      |
| Џакен Х'гар, један од тројице затворених заробљеника, којег је Арја спасила, обећава да ће убити троје људи по њеном избору да би вратио свој дуг према њој. Она прихвата и прво бира Голицача, човека који је мучио заробљенике. Након што је Мелисандрино створење од сенке убило Ренлија, Кејтлин и Бријена, које су оптужени за убиство, присиљене су да побегну из логора. Ренлијеве снаге, искључујући Тирелове, придружују се Станису. Бријена се заклиње на оданост Кејтлин. Теон испловљава спреман да докаже да је он прави гвозденрођени, са плановима да освоји Зимоврел у Робовом одсуству. Тирион сазнаје од Лансела о дивљој ватри, супстанци способној да уништи Станисову флоту и војску током предстојеће опсаде. Тирион преузима контролу над планом одбране града. Ноћна стража стиже у древну утврду познату као Песница Првих људи, где Мормонт дозвољава Џону да се придружи тиму на челу са ветераном Корином Полушаком, како би убио Менса Рајдера, дивљанског краља. У Карту, Даксос предлаже брак са Денерис у замену за обезбеђивање богатства за освајање Седам краљевстава. Џора Мормонт је убеђује да уместо тога придобије подршку људи Вестероса. |                    |                             |                 |                            |                  |                           |
| 16 | 6                  | Стари богови и нови         | Дејвид Нутер    | Ванеса Тајлор              | 6. мај 2012.     | 3,88                      |
| Мирсела, Серсеина кћерка, послата је из Краљеве Луке у Дорну. Теон успева да заузме Зимоврел и убије Родрика Касела, зато што га је увредио. Оша, заробљена дивљанка, помаже Брену и Рикону да побегну. После једне битке, Роб се поново налази са Талисом. На Песници Првих људи, Џон хвата дивљанку по имену Игрит, али се одвоји од својих сабораца када она покуша да побегне и он је принуђен да је јури. Џофријево присуство међу народом подстиче немире на Краљевој Луци, у којем је скоро убијен, а Санса је скоро силована. Тивин дозвољава Белишу да затражи верност Тирелових. У Харендвору, један официр је сумњичав према Арји, али га убија Џакен. Роб прима вести о Теоновој издаји и шаље људе да поврате Зимоврел. У Карту, Денерис покушава да набави брод како би одвела своје људе у Вестерос. По повратку у Даксосову вилу открива да су јој змајеви украдени. |                    |                             |                 |                            |                  |                           |
| 17 | 7                  | Човек без части             | Дејвид Нутер    | Дејвид Бениоф и Д. Б. Вајс | 13. мај 2012.    | 3,69                      |
| Теон и његови људи прате траг Брена и Рикона. Тивин тражи убицу свог официра по Харендвору. Игрит наставља своје покушаје да заведе Џона и, након тренутног застоја у Џоновој концентрацији, она бежи и води га у замку. Још увек потресена од немира, Санса је ужаснута када се пробуди и открије да јој је почела менструација и да сада може да се уда за Џофрија и рађа му децу. Серсеи је упозорава да не воли никога осим своје деце, чак ни Џофрија. У Робовом логору, због неуспелог покушаја Џејмијевог бекства, који је оставио једног мртвог стражара, неки војници траже одмазду. У Карту, чаробњак При открива Денерис да јој је украо змајеве, али јој даје прилику да се поново уједини са њима пре него што закоље чланове Савета тринаесторо и успостави Даксоса као краља. Теон представља мештру Лувину и својим поданицима угљенисана тела два дечака, тврдећи да је пронашао и убио Брена и Рикона. |                    |                             |                 |                            |                  |                           |
| 18 | 8                  | Принц Зимоврела             | Алан Тајлор     | Дејвид Бениоф и Д. Б. Вајс | 20. мај 2012.    | 3,86                      |
| Роб сазнаје да је Кејтлин тајно ослободила Џејмија, кога Бријена води до Краљеве Луке како би откупила Сансу и Арју; Роб је ставља у притвор и шаље људе да их пронађу. Он такође улази у романтичну везу са Талисом. Јара стиже у Зимоврел да би вратила Теона, критикујући га због његових поступака. Тивин напушта Харендвор да нападне Роба, што натера Арју, Џендрија и њиховог пријатеља, Питуљицу, да покушају да побегну уз помоћ Џакена, који пристаје да се Арја уздржи од именовања њега самог као трећег човека којег ће убити. На путу до Краљеве Луке, Станис обећава Давосу да ће му он бити десница. С оне стране Зида, дивљански командант „Чегртава Кошуља” води заробљеног Џона и Полушаку у Рајдеров логор. На Песници Првих људи, браћа Ноћне страже проналазе скривено змајстакло. У Карту, Џора пристаје да прати Денерис у Кућу Неумирућег како би повратила своје змајеве. Откривено је да су Брен и Рикон живи и да се скривају у Зимоврелу. |                    |                             |                 |                            |                  |                           |
| 19 | 9                  | Црнобујица                  | Нил Маршал      | Џорџ Р. Р. Мартин          | 27. мај 2012.    | 3,38                      |
| Станисова флота напада Краљеву Луку. Предводећи одбрану, Тирион уништава многе нападачке бродове експлозивним бродом пуним дивље ватре, присиљавајући га да нападне са копна. Сендор Клегани води одбрану испред капије, али је поражен и враћа се унутра, осуђујући Џофрија и одлази. Џофри такође бежи. Тирион уверава Златне плаштове да се боре с њим. Станисове снаге ипадају у дворац, али Тирион води своје људе иза Станисових сила преко подземних тунела и поставља стражњи напад. Серсеи одлази у престону дворану са Томеном, намеравајући да га убије како не би пао у заробљеништво. Шаи убеђује Сансу да оде у своју одају, где Клегани нуди да је врати у Зимоврел, али она одлучи да остане. Како је Тирион рањен и Серсеи намерава да отрује Томена, Тивинове снаге, којима се придружио Лорас, стижу и наносе пораз Станису, присиљавајући га да се повуче. |                    |                             |                 |                            |                  |                           |
| 20 | 10                 | Валар моргулис              | Алан Тајлор     | Дејвид Бениоф и Д. Б. Вајс | 3. јун 2012.     | 4,20                      |
| Џофри прекида веридбу са Сансом како би се оженио Маргери. Тирион се боји за своју и Шаину сигурност сада када га Тивин замени као десницу и отпусти Брона из његове команде. Мелисандра даје Станису нову наду. Бријена и Џејми уочавају три Старкова војника, које Бријена убија. Кејтлин не успева да одврати Роба од венчања са Талисом. У Карту, Денерис улази у Кућу Неумирућег и успешно враћа своје змајеве, који убијају Прија. Потом запечати Даксоса у његовом сефу и потражи своје богатство за себе. У Зимоврелу, Теон покушава да убеди своје људе да се боре против Робове војске, али га они онесвешћују и оду. Арја, која је побегла из Харендвора са Џендријем и Питуљицом, добија дар вредног новчића од Џакена, који магично мења своје лице. Северно од Зида, Полушака присиљава Џона да га убије како би доказао своју оданост дивљанима. Војска Белих ходача окружује Песницу Првих људи. |                    |                             |                 |                            |                  |                           |

## Улоге
| - Питер Динклиџ као Тирион Ланистер - Лина Хиди као Серсеи Ланистер - Николај Костер-Волдо као Џејми Ланистер - Мишел Ферли као Кејтлин Старк - Емилија Кларк као Денерис Таргарјен - Ејдан Гилен као Петир „Малопрстић” Белиш - Ијан Глен као Џора Мормонт - Кит Харингтон као Џон Снежни - Лијам Канингам као Давос Сиворт - Ајзак Хемпстед Рајт као Брен Старк - Ричард Маден као Роб Старк - Софи Тарнер као Санса Старк - Мејси Вилијамс као Арја Старк | - Алфи Ален као Теон Грејџој - Џон Бредли као Семвел Тарли - Џек Глисон као Џофри Баратеон - Рори Макан као Сендор „Псето” Клегани - Стивен Дилејн као Станис Баратеон - Карис ван Хаутен као Мелисандра - Џејмс Козмо као Џеор Мормонт - Џером Флин као Брон - Конлет Хил као Варис - Сибел Кекили као Шаи - Натали Дормер као Маргери Тирел - Чарлс Денс као Тивин Ланистер - Питер Вон као мештар Емон Таргарјен |